# Mine de Champgontier
La mine de Champgontier est située en France sur la commune de Prades, dans le département de l'Ardèche en région Rhône-Alpes.
Elle fait l’objet d'une inscription au titre des monuments historiques depuis le 7 décembre 2010.

## Description
Le carreau de cette mine de charbon, typique du XIXe siècle, est dominé par un chevalement en maçonnerie datant de 1900 et utilisé jusqu’en 1920. Autour, la plupart des bâtiments du puits Armand sont encore visibles.

## Historique
La première concession a été donnée en 1774. Après un incendie survenu en 1856, une nouvelle concession voit le jour en 1872.
La mine a été noyée le 6 août 1963 par une crue du Salyndre, interrompant définitivement son activité. La concession est classée inactive en 1965.
Le site est inscrit partiellement au titre des monuments historiques par arrêté du 7 décembre 2010.